# Неждановка (Двуречанский район)
Неждановка (укр. Нежданівка) — село,
Николаевский сельский совет,
Двуречанский район,
Харьковская область, Украина.
Код КОАТУУ — 6321883003. Население по переписи 2001 года составляет 19 (8/11 м/ж) человек.

## Географическое положение
Село Неждановка находится в 4-х км от реки Оскол (левый берег), к селу примыкает село Павловка, на расстоянии в 1 км находится село Николаевка.
Вокруг села много заболоченых озор, в том числе озеро Новоселовское.
В 2-х км расположена железнодорожная станция Неждановская.

## История
- 1890 — дата основания.

## Экономика
- В селе есть молочно-товарная ферма.